# Volksschule Marbach an der Donau

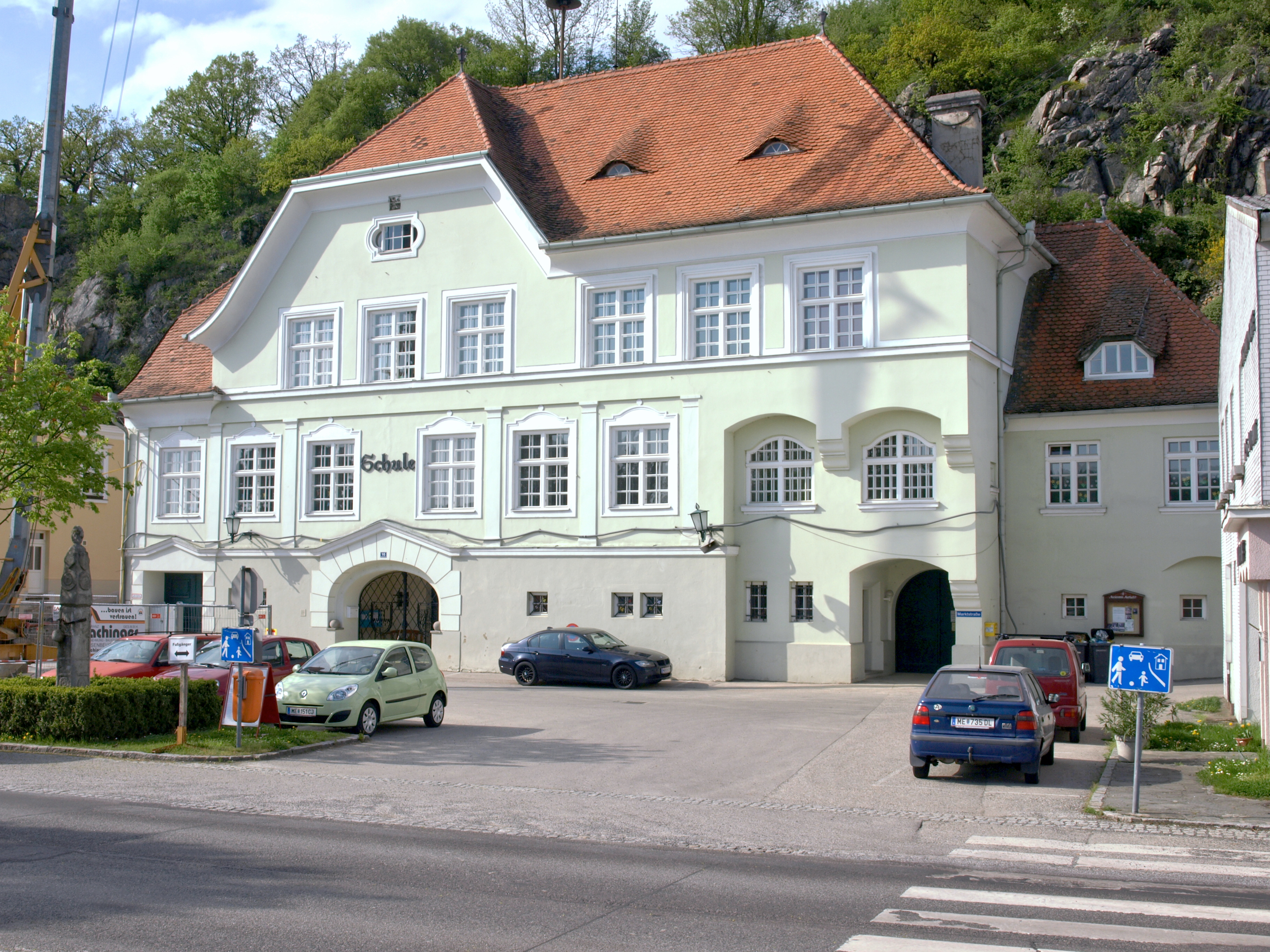
Volksschule in Marbach an der Donau

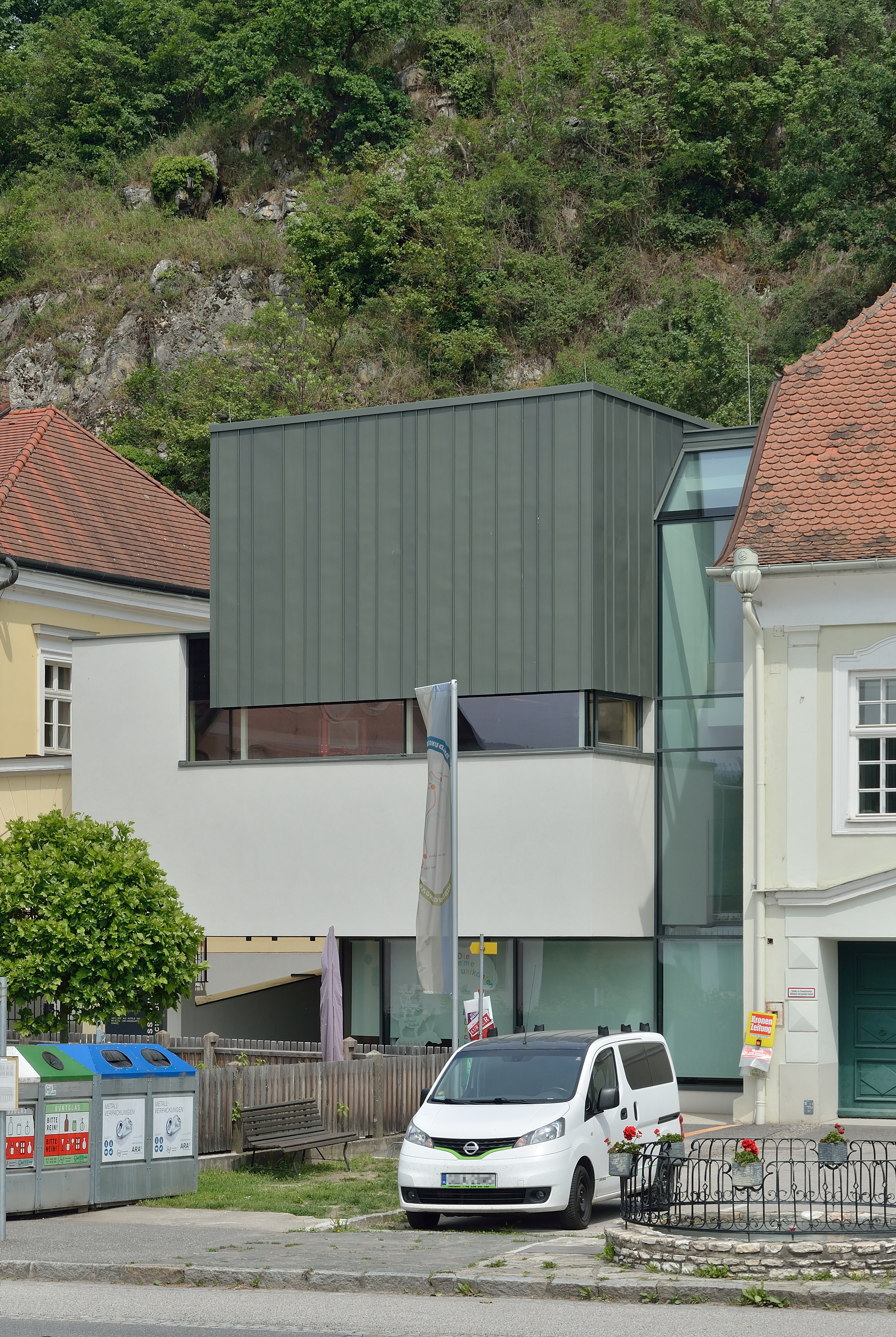
Erweiterungsbau 2014

Die Volksschule Marbach an der Donau steht in der Marktgemeinde Marbach an der Donau im Bezirk Melk in Niederösterreich. Die Volksschule steht unter Denkmalschutz.

## Geschichte
In den Neubau der Volksschule wurden Mauern des ehemaligen Schüttkastens aus dem späten 15. Jahrhunderts eingebunden. Die Schule wurde 1913/1914 als Klosterschule für Knaben nach den Plänen des Architekten Clemens Holzmeister (Erstlingswerk) errichtet. 1971 wurde die Schule von der Marktgemeinde als Volksschule übernommen und damit Mädchen und Knaben gemeinsam unterrichtet. Die Fassade wurde 1977 unter Aufsicht von Clemens Holzmeister restauriert. Die Schule wurde beim Hochwasser in Mitteleuropa 2002 beschädigt. 2014 zum 100-Jahre-Jubiläum wurde die Schule nach den Plänen des Architekturbüros Georg Bauer und Walter Brandhofer mit einem Zubau der Moderne erweitert und dabei auch der Altbau barrierefrei erschlossen.

## Architektur
Der asymmetrische dreigeschoßige voluminöse Baukörper hat große mehrfach unterteilte Fenster. Der Erweiterungsbau auf einem Nachbarsgrundstück wurde mit einem verglasten Verbindungsbau an den Altbestand angebunden.